# Anthero Rocha
Anthero Rocha (c. 1920 — Belo Horizonte, 4 de agosto de 2014) foi um político brasileiro do estado de Minas Gerais. Foi deputado estadual de Minas Gerais durante a 7ª legislatura (1971-1975).